# Rikako Ikee
Rikako Ikee –en japonés, 池江璃花子, Ikee Rikako– (Tokio, 4 de julio de 2000) es una deportista japonesa que compitió en natación, especialista en el estilo mariposa.
Ganó tres medallas de bronce en el Campeonato Mundial de Natación en Piscina Corta de 2016 y cuatro medallas en el Campeonato Pan-Pacífico de Natación de 2018.
Participó en dos Juegos Olímpicos de Verano, ocupando el quinto lugar en Río de Janeiro 2016, en la prueba de 100 m mariposa, y el octavo en Tokio 2020, en el relevo 4 × 100 m libre.

## Palmarés internacional
| Campeonato Mundial en Piscina Corta | Campeonato Mundial en Piscina Corta | Campeonato Mundial en Piscina Corta | Campeonato Mundial en Piscina Corta |
| Año                                 | Lugar                               | Medalla                             | Prueba                              |
| ----------------------------------- | ----------------------------------- | ----------------------------------- | ----------------------------------- |
| 2016                                | Windsor (Canadá)                    | Medalla de bronce                   | 50 m mariposa                       |
| 2016                                | Windsor (Canadá)                    | Medalla de bronce                   | 100 m mariposa                      |
| 2016                                | Windsor (Canadá)                    | Medalla de bronce                   | 4 × 50 m estilos mixto              |
| Campeonato Pan-Pacífico             |                                     |                                     |                                     |
| Año                                 | Lugar                               | Medalla                             | Prueba                              |
| 2018                                | Tokio (Japón)                       | Medalla de oro                      | 100 m mariposa                      |
| 2018                                | Tokio (Japón)                       | Medalla de plata                    | 200 m libre                         |
| 2018                                | Tokio (Japón)                       | Medalla de plata                    | 4 × 100 m estilos mixto             |
| 2018                                | Tokio (Japón)                       | Medalla de bronce                   | 4 × 100 m estilos                   |